# Queyu
Le queyu (chinois simplifié : 却域语 ; pinyin : quèyù yǔ) est une langue tibéto-birmane parlée en Chine, dans l'Ouest du Sichuan, par environ 7 000 Queyu.

## Classification interne
Le queyu appartient au groupe des langues qianguiques à l'intérieur de la famille des langues tibéto-birmanes.

## Phonologie
Les tableaux présentent les phonèmes vocaliques et consonantiques de la variété de queyu parlée dans le xian de Xinlong, situé dans la préfecture de Ganzi.

### Voyelles
|         | Antérieure  | Centrale | Postérieure |
| ------- | ----------- | -------- | ----------- |
| Fermée  | i [i] y [y] |          | ɯ [ɯ] u [u] |
| Moyenne | e [e]       | ə [ə]    | o [o]       |
| Ouverte | ɛ [ɛ]       | a [a]    | ɔ [ɔ]       |

### Consonnes
|               |               | Bilabiales | Alvéolaires | Alvéolaires | Postalv.  | Rétrofl.  | Dorsales   | Dorsales | Dorsales |
| ------------- | ------------- | ---------- | ----------- | ----------- | --------- | --------- | ---------- | -------- | -------- |
| Centrales     | Latérales     | Bilabiales | Palatales   | Vélaires    | Postalv.  | Rétrofl.  | Uvulaires  |          |          |
| Occlusives    | Sourde        | p [p]      | t [t]       |             |           |           |            | k [k]    | q [q]    |
| Occlusives    | Aspirées      | ph [pʰ]    | th [tʰ]     |             |           |           |            | kh [kʰ]  | qh [qʰ]  |
| Occlusives    | Sonore        | b [b]      | d [d]       |             |           |           |            | g [ɡ]    | ɢ [ɢ]    |
| Fricatives    | sourdes       |            | s [s]       | ɫ [ɫ]       | ɕ [ɕ]     | ʂ [ʂ]     | ʃ [ ʃ ]    | x [ x]   | ɢ [ɢ]    |
| Fricatives    | Sonore        | v [v]      | z [z]       | ɮ [ɮ]       | ʑ [ʑ]     |           | ʒ [ ʒ]     | ɣ [ɣ]    | ʁ [ʁ]    |
| Affriquées    | Sourdes       |            | ts [t͡s]     |             | tɕ [t͡ɕ]   | tʂ [t͡ʂ]   | tʃ [ t͡ʃ ]  |          |          |
| Affriquées    | Aspirées      |            | tsh [t͡sʰ]   |             | tɕh [t͡ɕʰ] | tʂh [t͡ʂʰ] | tʃh [ t͡ʃʰ] |          |          |
| Affriquées    | Sonores       |            | dz [d͡z]     |             | dʑ [d͡ʑ]   | dʐ [d͡ʐ]   | dʒ [ d͡ʒ]   |          |          |
| Liquides      | Liquides      |            | r [r]       | l [l]       |           |           |            |          |          |
| Nasales       | Simples       | m [m]      | n [n]       |             | ɳ [ɳ]     |           |            | ŋ [ŋ]    |          |
| Nasales       | Dévoisées     | m̥ [m̥]      | n̥ [n̥]       |             | ɳ̥ [ɳ̥]     |           |            | ŋ̥ [ŋ̥]    |          |
| Semi-voyelles | Semi-voyelles | w [w]      |             |             |           |           | j [ j]     |          |          |

### Tons
Le queyu est une langue tonale qui possède quatre tons différents dont les valeurs sont 55, 13, 31, 33,.
| ŋe⁵⁵                 | argent (métal)       |
| ʒi¹³                 | eau, rivière         |
| ndie¹³sa⁵⁵ro³¹       | combien              |
| mu⁵⁵qha³³            | arc-en-ciel          |
| tʂi¹³ptɕe⁵⁵          | coude                |
| kha⁵⁵rdʑa⁵⁵qo⁵⁵rʒi¹³ | spacieux, commode    |
| bʒi¹³ʁdə⁵⁵mə³³       | carré, rectangulaire |

## Sources
- (zh) Huang Bufan (Éditeur) et Xu Shouchun, Chen Jiaying, Wan Huiyin, 1992, A Tibeto-Burman Lexicon, Pékin, Presses de l'Université Centrale des Minorités  (ISBN 7-81001-347-5)